# Provincia de Tunja
La provincia de Tunja, también llamada gobierno de Tunja durante la época imperial española, fue una entidad administrativa y territorial de la Nueva Granada, creada el 7 de agosto de 1539 como corregimiento del Virreinato del Perú. En 1717 una Real Cédula expedida por el rey Felipe V de España creó el Virreinato de Nueva Granada, por medio de la cual la provincia fue agregada a este último.
Durante la emancipación de las colonias americanas (1810-1816), Tunja se incorporó y fue capital de las Provincias Unidas de la Nueva Granada. En la época de la Gran Colombia hizo parte del Departamento de Boyacá, el cual cubría territorialmente todo lo que hoy es el oriente de Colombia.
Posteriormente a la disolución de este país (1830) perteneció a la República de la Nueva Granada, de carácter centralista, hasta que finalmente se implantó el sistema federal en la Nueva Granada en 1858 y la provincia pasó a ser entonces una de las provincias constituyentes del Estado Soberano de Boyacá.

## Historia

### Antecedentes
Antes de la llegada de los españoles los habitantes llamaban a esta tierra Bojacá o Boiacá (que significa "Tierra de  mantas o Manto Real", nombre del cual deriva el actual Boyacá), la gran mayoría eran las tribus Chibchas o Muiscas. Su estructura se dividía en tres cacicazgos: Zaque  "Hunza" (del cual se deriva el nombre de Tunja), el cual poseía mayor extensión de tierra y poder político sobre los otros dos que correspondían a Cacique "Tundama" (del cual se deriva el nombre Duitama) y Cacique Sogamoxi (del cual se deriva el nombre Sogamoso). Las tribus que moraban el territorio trabajaban la tierra y la artesanía, el maíz era su principal producto del cual derivaban sus alimentos. También trabajaron el oro con gran habilidad. Su vivienda eran chozas armadas de bareque y bejucos de caña.
En 1537, llegó a este territorio Gonzalo Jiménez de Quesada para ocupar las tierras, distribuir los indígenas en encomiendas, obtener recursos y poblar. Este proceso se enmarcó en medio de batallas dadas por los indígenas para evitar el dominio español. Más tarde en 1539, Gonzalo Suárez Rendón fundó Tunja y otras poblaciones ocupadas por los antiguos caseríos indígenas.

### Dominio español

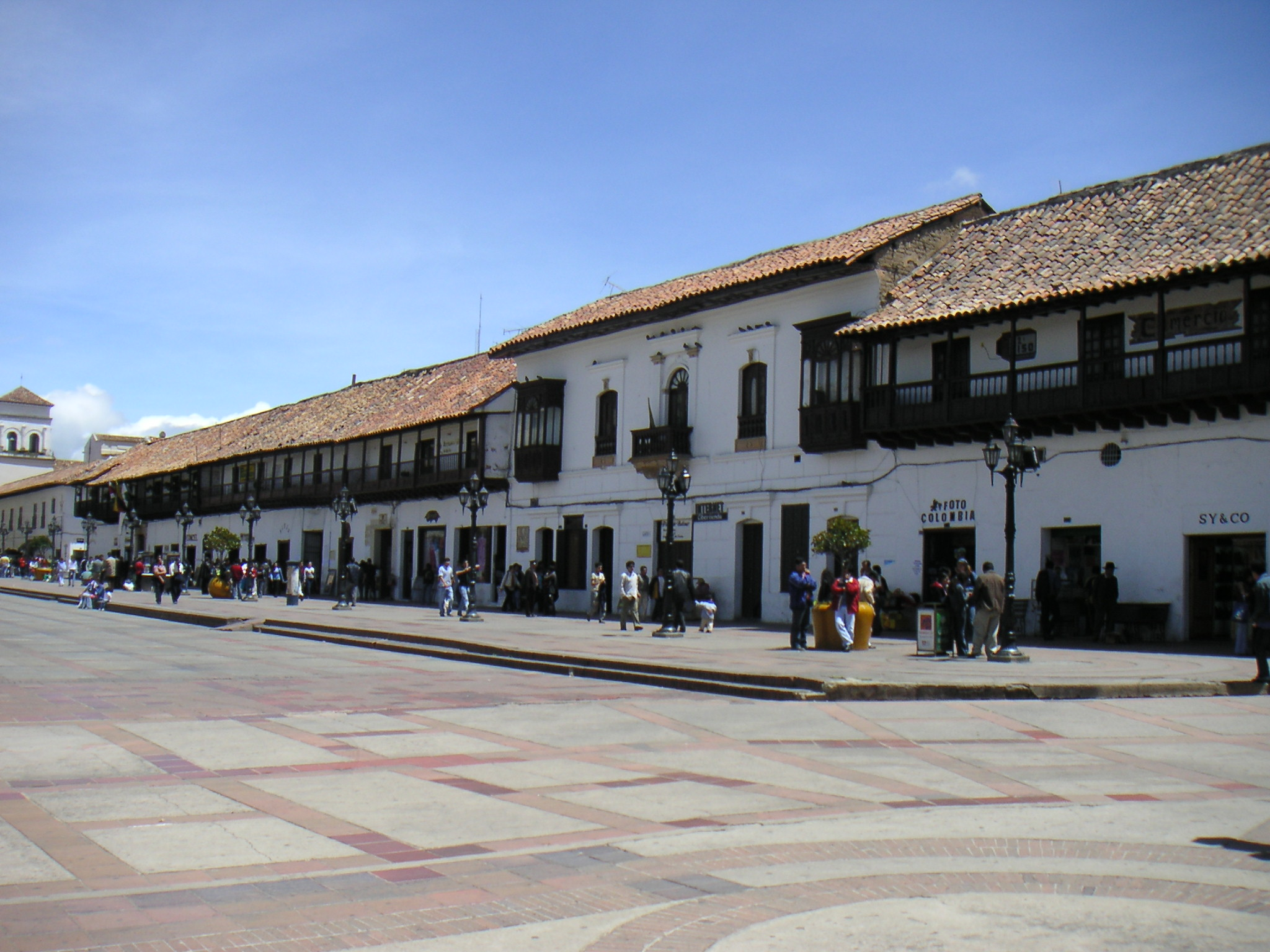
Residencias coloniales en la ciudad de Tunja.

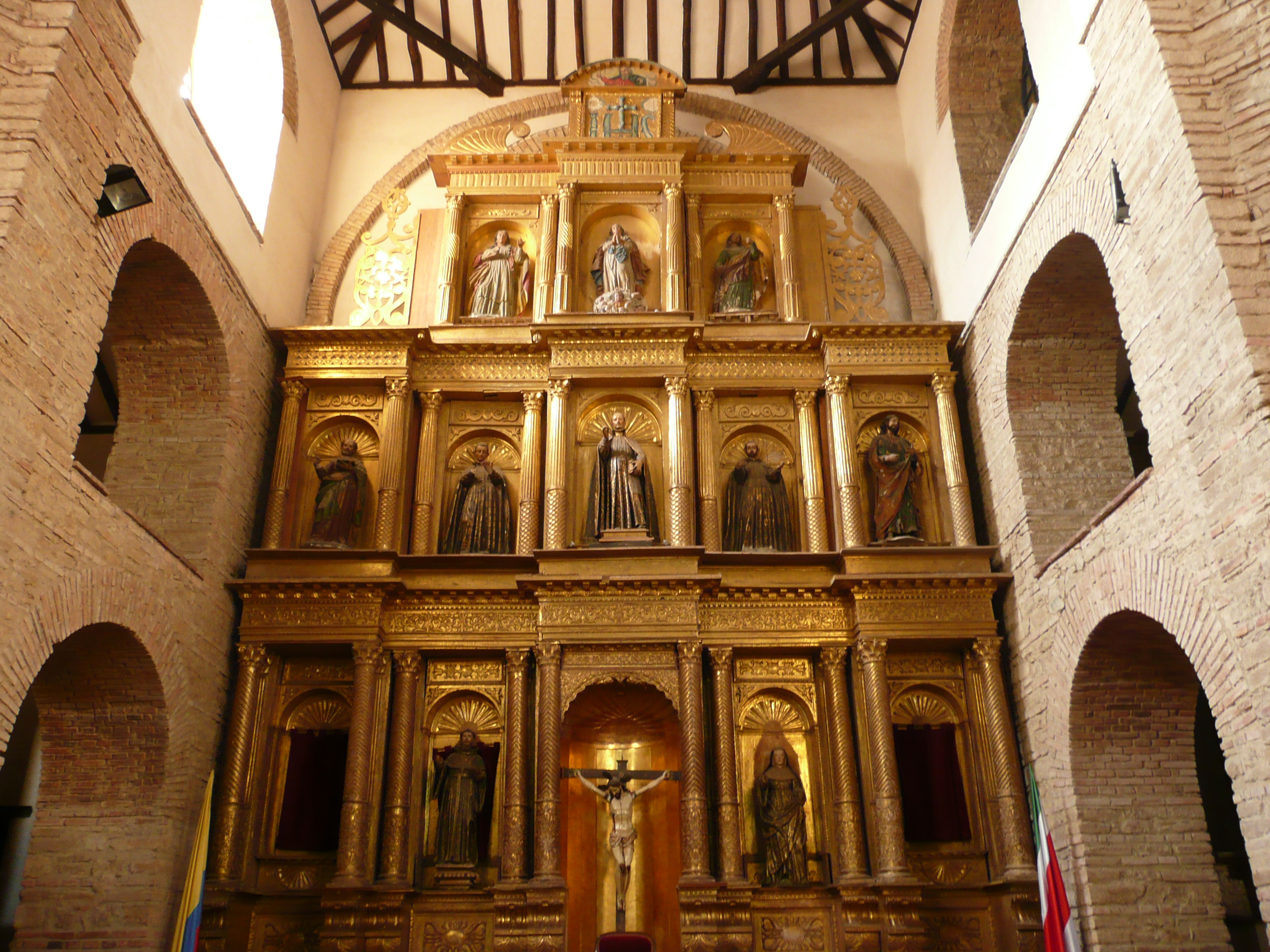
Templo de San Ignacio en Tunja.

La provincia de Tunja comenzó su vida jurídica como corregimiento del Nuevo Reino de Granada, que hasta 1564 dependía por completo de la Real Audiencia de Lima. El 7 de agosto de 1539, un día después de la creación de la ciudad de Tunja, el cabildo de la ciudad señaló los límites de la provincia de acuerdo a la orden de fundación dada por Gonzalo Jiménez de Quesada. En aquella época la provincia no era más grande que el actual Departamento de Boyacá. Su territorio correspondía inicialmente al que ocupaban los chibchas, si bien luego fue ampliado hasta abarcar gran parte del oriente de la actual Colombia.
Como corregimiento del Nuevo Reino, su administración estaba a cargo de los "corregidores" y "justicias mayores". Estos cumplían un papel similar a los que desempeñaban los gobernadores de las provincias; los corregidores eran nombrados en regiones de mayor problema, con lo cual se buscaba la consolidación de la monarquía y el establecimiento del orden, siendo nombrados directamente por la Corona española.
Por medio de la Real Cédula de 1717 forma parte del Virreinato de Nueva Granada, separado este del de Perú. Sin embargo la vida de este primer virreinato fue corta ya que en 1723 fue suprimido. En 1739 fue restaurado y Tunja pasó a formar como una de las provincias.
Desde su creación, la extensión del Corregimiento de Tunja era considerable, tanto que entre 1539 y 1607 abarcaba los actuales departamentos colombianos de Boyacá, Santander, Norte de Santander y Casanare, además de los estados venezolanos de Mérida y Barinas. Debido a la enormidad del territorio y la dificultad de administrarlo la Corona se vio en la necesidad de separar o crear nuevas provincias en su territorio. Así es como para 1795 se le habían segregado Mérida, Barinas, El Socorro, Pamplona y Casanare.
Durante los siglos XVII y XVIII la provincia de Tunja se convirtió en una de las más importantes del Virreinato política y económicamente. Por tal motivo se fortalecieron la encomienda y el resguardo dentro de su territorio. Durante la revolución comunera (1781) toda la región parte importante dentro de la lucha.
Comprendía dentro de su territorio 9 corregimientos de indios:
- Turmequé
- Tenza
- Duitama
- Chivatá
- Paipa
- Sogamoso
- Chita
- Gámeza
- Sáchica

Las décadas de transición entre los siglos XVIII y XIX representan en la historia de Colombia y de Hispanoamérica, el ciclo de crisis revolucionaria y el nacimiento de los Estados Nacionales que reemplazaron las antiguas provincias de ultramar en el Imperio español. Esta revolución de independencia hace parte del ciclo revolucionario de la sociedad occidental que durante un siglo, entre los años 1750 y 1850, entró en una crisis mundial revolucionaria, que ha sido llamada La Revolución de Occidente.
A finales del siglo XVIII se manifestaron varias revueltas populares como reacción de las gentes contra los impuestos, especialmente el de la alcabala y la Armada de Barlovento, sobre las Ventas. Se hicieron reclamaciones económicas y sociales, que llevaron a un movimiento insurreccional de las masas rurales y las aldeas en la provincia de Tunja, a través del cual se manifestó la crisis del mundo sociocultural con los consiguientes cambios en las estructuras sociales y económicas. Uno de estos movimientos socioeconómicos fue la Revolución de los Comuneros de 1781, la cual tuvo su mayor concentración en los pueblos de Socorro, San Gil, Mogotes, Charalá y aledaños pertenecientes a los dominios político-administrativos de Tunja. La chispa revolucionaria comunera se difundió rápidamente por toda la comarca, caracterizada por una gran densidad demográfica y con caracteres económicos de pueblos comerciantes, artesanos y agrícolas.
Desde el 16 de marzo de 1781 cuando irrumpió masivamente la insurrección de los comuneros en el Socorro, se proyectó el movimiento de rebeldía en toda la provincia de Tunja. Con machetes, picas, palas y otros utensilios de uso cotidiano, las masas se movilizaron hacia Santafé de Bogotá. El 17 de mayo de 1781, los Comuneros del Socorro y pueblos vecinos llegaron a Tunja con grandes aclamaciones populares. Los tunjanos asaltaron la Administración de tabaco y vendieron a bajos costos el producto almacenado. Organizaron una tropa tunjana de 200 hombres, capitaneada por los comuneros Juan Agustín Niño, Juan José Saravia, Francisco José de Vargas y Joaquín del Castillo.
Veinte mil comuneros mestizos, indígenas y algunos criollos intervinieron en este movimiento popular, cuyas reclamaciones se plasmaron en las Capitulaciones de Zipaquirá, las cuales fueron redactadas por el tunjano Juan Bautista de Vargas y el peruano Don Agustín Justo de Medina, residente en Tunja. Las Capitulaciones se han considerado como el documento más importante de finales del siglo XVIII, que refleja los problemas sociales, económicos y fiscales. Su proyección se refleja en la Revolución de Independencia, pues si bien su culminación revolucionaria fracasó en su momento histórico, bien sabemos que abrió el camino a posteriores rebeliones y a la independencia de América en relación con las metrópolis europeas.

### Emancipación
Entre 1807 y 1808 las tropas francesas al mando de Napoléon Bonaparte invadieron a España y este nombró rey a su propio hermano José Bonaparte. Es así como España vivió su propia guerra de independencia contra Francia entre 1800 y 1814, momento que aprovecharon sus colonias para reclamar su derecho a ejercer un autogobierno. Aprovechando el vacío de poder que ocurrió en España después de la invasión napoleónica en 1808, las colonias españolas realizaron la Revolución de Independencia y organizaron los Estados Nacionales, delineados en una democracia republicana.
En los años de la crisis revolucionaria apareció la fuerza geopolítica del regionalismo en la Nueva Granada y en general en Hispanoamérica, a través de la cual se fortalecieron las provincias y los estados. Se dio mucha importancia a la provincia y a la región, con una tendencia al fortalecimiento del localismo político.
A consecuencia de ello en 1810 Santafé de Bogotá y otras localidades de la Nueva Granada establecieron Juntas Supremas. Entre estas juntas estaban la de Santa Fe de Antioquia (presidida por Francisco de Ayala), la de Cali (Joaquín de Caizedo y Cuero), la de Cartagena (José María García de Toledo), la de Mompós (José María Salazar y José María Gutiérrez de Caviedes), la de Neiva (José Domingo Falla), la de Pamplona (Domingo Tomás de Burgos), la de Popayán (Miguel Tacón, substituido por Joaquín de Caizedo y Cuero), la de Santa Marta (Víctor de Salcedo), la del Socorro (José Lorenzo Plata), la de Tunja (Juan Agustín de la Rocha), la de Nóvita (Miguel Antonio Moreno), la de Mariquita (Francisco de Mesa y Armero), la de Girón (Eloy Valenzuela) y la de Citará (José María Valencia). Estas provincias crearon la Primera República independiente de Colombia conocida como Provincias Unidas de la Nueva Granada. Tunja desconoció a la Junta de Santafé el 25 de julio de 1810 y mantuvo su lealtad a España. El 23 de agosto Sogamoso se separó de la provincia y se unió a Santafé. Juan Agustín de la Rocha fue elegido el 18 de octubre como presidente y con él se inició una tendencia más independentista y federalista. En enero de 1811 Tunja se opuso a la invasión de la Nueva Granada desde Venezuela. En noviembre de 1811 se separaron las regiones de Muzo y Chiquinquirá, que se unieron al Estado Libre de Cundinamarca.

### República de Tunja

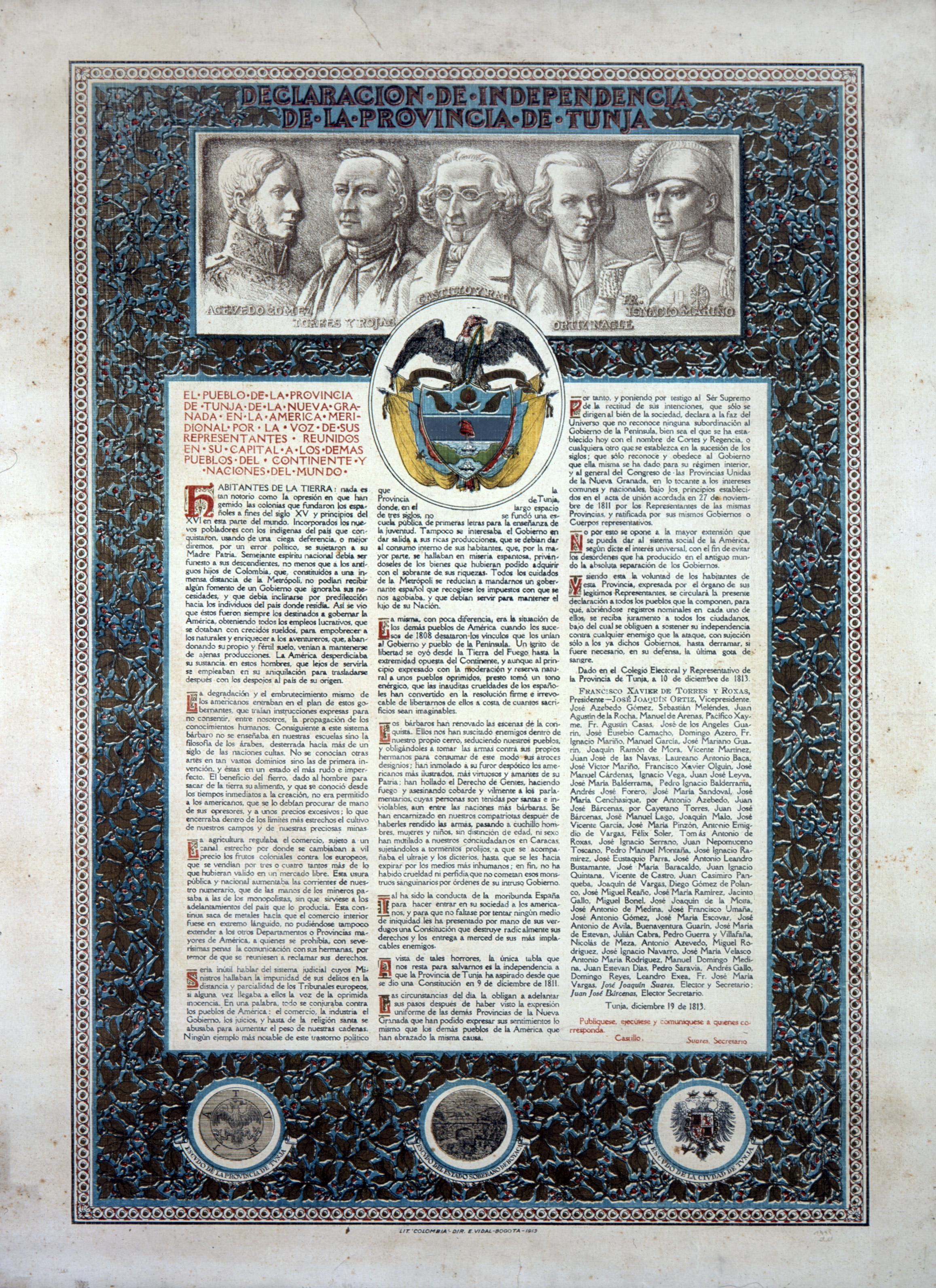
Declaración de independencia de la provincia de Tunja (19 de diciembre de 1813).

El 27 de noviembre de 1811, las provincias de Tunja, Pamplona, Antioquia, Cartagena y Neiva firmaron el Acta de Confederación de las Provincias Unidas de la Nueva Granada, en la cual se consolidó el federalismo. Tunja convocó entonces el Colegio Electoral Constituyente compuesto por los diputados de todos los pueblos de la provincia. Allí se expidió la Constitución de la República de Tunja, que fue aprobada el 9 de diciembre de 1811. El proyecto de Constitución fue redactado por los diputados Juan Nepomuceno Toscano, Francisco de Jove Huergo y Joaquín Umaña.
La primera Asamblea Constituyente del Estado se reúne y expide la primera constitución de Tunja el 9 de diciembre de 1811 declarando la independencia del reino de España y proclamando la República de Tunja, y declara su independencia total y absoluta de España el 10 de diciembre de 1813. Desde entonces se convirtió en el bastión del federalismo en la Nueva Granada. Su primer gobernador fue el Dr. Juan Nepomuceno Niño Muelle.
Tunja fue la capital federalista de las provincias de la Nueva Granada frente al centralismo de Cundinamarca. Esto llevó a que se produjeran los primeros combates de la primera guerra civil en la historia de Colombia (época que hoy se denomina Patria Boba). Las fuerzas federalistas de la provincia del Socorro fueron derrotadas por los centralistas cundinamarqueños el 21 de enero de 1812 en Guaque, y entonces estos avanzaron hacia Tunja. Sogamoso se cambia al bando federalista el 25 de mayo de 1812, pero Antonio Nariño, presidente de Cundinamarca, ocupó Tunja el 3 de julio de 1812 y se firmó el Pacto de Santa Rosa que establecía la futura unión de ambos estados bajo autoridad del Congreso federal. Nariño regresó a Santafé y el Congreso federal se estableció en Tunja el 26 de noviembre de 1812 y se puso contra Nariño derrotándolo en Ventaquemada el 2 de diciembre de 1812, victoria que no fue decisiva. Para el 12 de marzo de 1813 el Congreso federal dirigido por Camilo Torres Tenorio encargó a Bolívar la conquista de Cundinamarca en cumplimiento del pacto de Santa Rosa.

### Reconquista e independencia

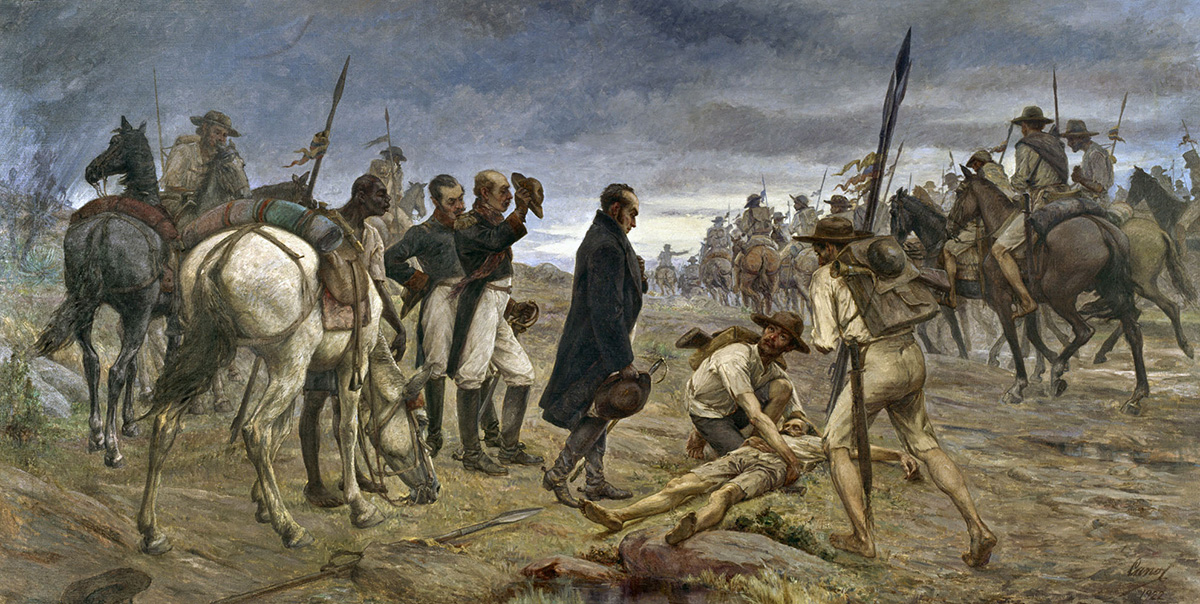
Paso del ejército del Libertador por el Páramo de Pisba.

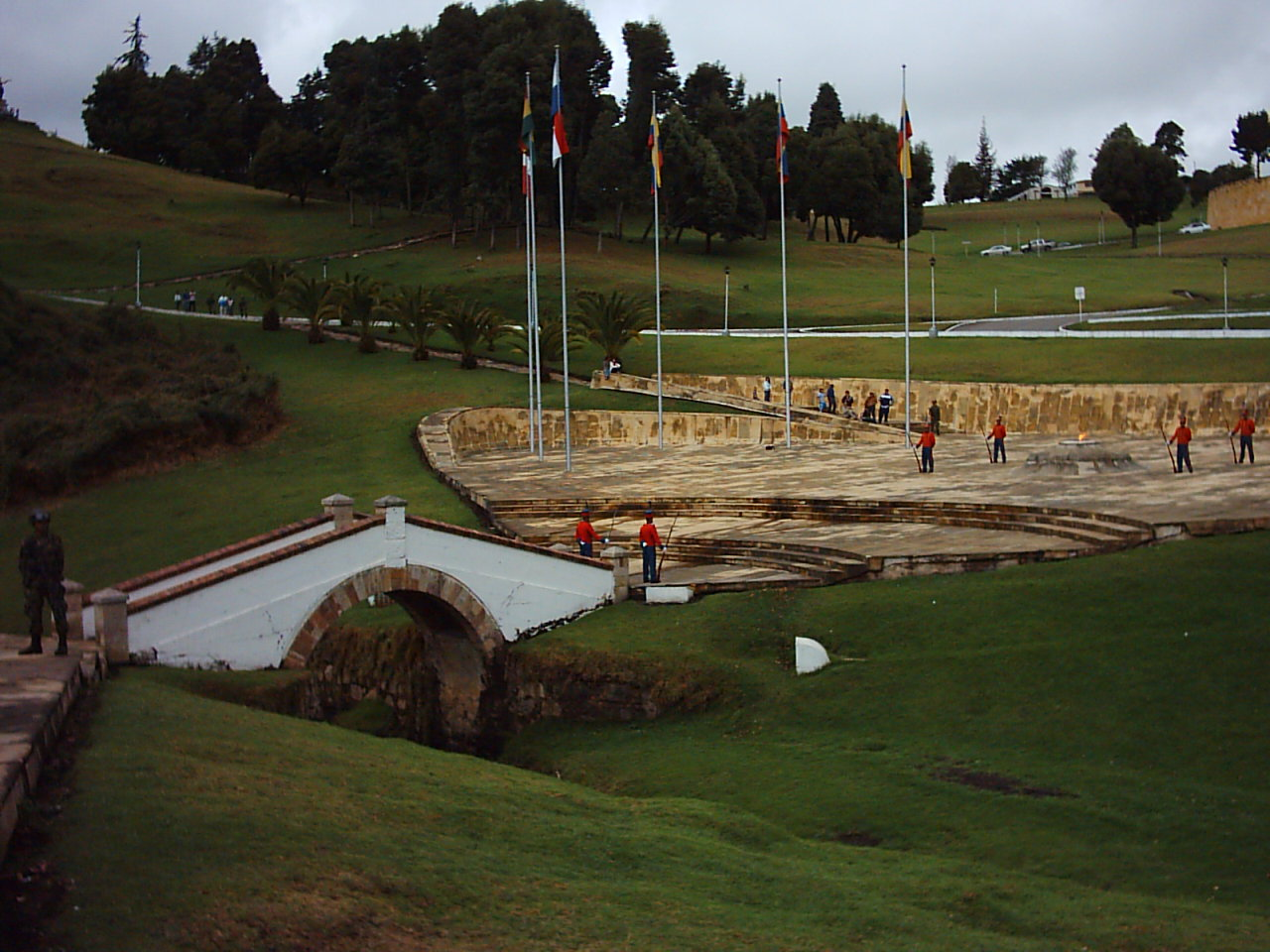
Puente de Boyacá, sitio de una de las más decisivas batallas libertadoras.

Con la derrota de Napoléon en 1814 y el retorno al trono del rey Fernando VII, las autoridades españolas encabezadas por el mismo monarca decidieron enviar tropas a las Américas con el fin de reclamar de nuevo para España aquellos territorios que se habían proclamado independientes. Con estas acciones el Rey pasó por alto los esfuerzos de las provincias tanto de América como de la madre patria para mantener un gobierno estable en su ausencia y defendió así su derecho a gobernar con absolutismo.
El ejército realista estaba al mando del Coronel José María Barreiro, los cuales tenían una superioridad armamentística, numérica y logística sobre la tropa de Bolívar. Las dos batallas libradas fueron el 25 de julio de 1819 en el sitio denominado Pantano de Vargas del cual existe un monumento del maestro Rodrigo Arenas Betancourt y el 7 de agosto del mismo año en el Puente de Boyacá, lugar en el cual se dio fin al dominio español.
En el mes de febrero de 1816, los tribunales de guerra de Morillo hicieron fusilar en Cartagena a los 9 primeros líderes patriotas. El 29 de noviembre de 1816 fueron fusilados, contra la pared norte de la plazuela de San Laureano (Paredón de los Mártires) en Tunja los próceres mártires de la independencia de Colombia: Juan Nepomuceno Niño , José Cayetano Vásquez, José Joaquín Camacho y el teniente coronel José Ramón Lineros. Empezaba así la "Época del Terror", llamada así en Colombia por el ajusticiamiento de los caudillos patriotas involucrados por los españoles en delitos de sangre en el proceso de Independencia.

### Tunja bajo la república
El 17 de diciembre de 1819 fue expedida en el Congreso de Angostura la Ley Fundamental que creó la República de Colombia, cuyo vicepresidente fue el medellinense Francisco Antonio Zea. Quedaron unidas la Nueva Granada y Venezuela, divididas en tres departamentos: Cundinamarca, Venezuela y Quito. Tunja quedó como provincia del departamento de Cundinamarca.
El 12 de julio de 1821 el Congreso de Cúcuta, bajo la presidencia de José Manuel Restrepo, expidió la Constitución de Cúcuta, basada en la de Angostura, la que dividió la República en departamentos y a estos en provincias. Tunja quedó como provincia del recién creado departamento de Boyacá.
Los primeros dirigentes de la provincia luego de su independencia definitiva de España fueron Domingo Caicedo, quien se encargó de la gobernación civil, y el coronel Bartolomé Salom quien se encargó de la gobernación militar; ambos fueron nombrados por el propio Bolívar para que se encargaran de los destinos de la provincia. En 1822 comenzó el período de Intendentes, de entre los cuales se destacan Pedro Fortoul, Francisco Soto, Mariano Olano, José Joaquín Mori, Martín Guerra, entre otros.
Durante estos años el hecho más notable fue la rebelión del general José María Córdova, quien decidió, en septiembre de 1829, proclamar la vigencia de la Constitución de Cúcuta y levantarse contra la dictadura de Bolívar. Las tropas del gobierno derrotaron a Córdoba en la Batalla del Santuario, el 17 de octubre, y el general rebelde fue ultimado cuando se encontraba ya indefenso y herido.
Ante la disolución de Colombia en 1830, Tunja adquirió el carácter de departamento. En la constitución de 1832 la Nueva Granada se subdividió en provincias (las mismas de 1810), siendo Tunja una de ellas; ese mismo año le fueron segregados los cantones de Chiquinquirá y Moniquirá para conformar la provincia de Vélez, y en 1851 se creó con los cantones orientales la del Tundama. Una vez iniciado el federalismo dentro de la República de la Nueva Granada, el congreso dictaminó la ley del 13 de mayo de 1857, la cual determinó la formación del Estado Soberano de Boyacá con las antiguas provincias de Tunja, Tundama y Casanare.

## Geografía

### Límites

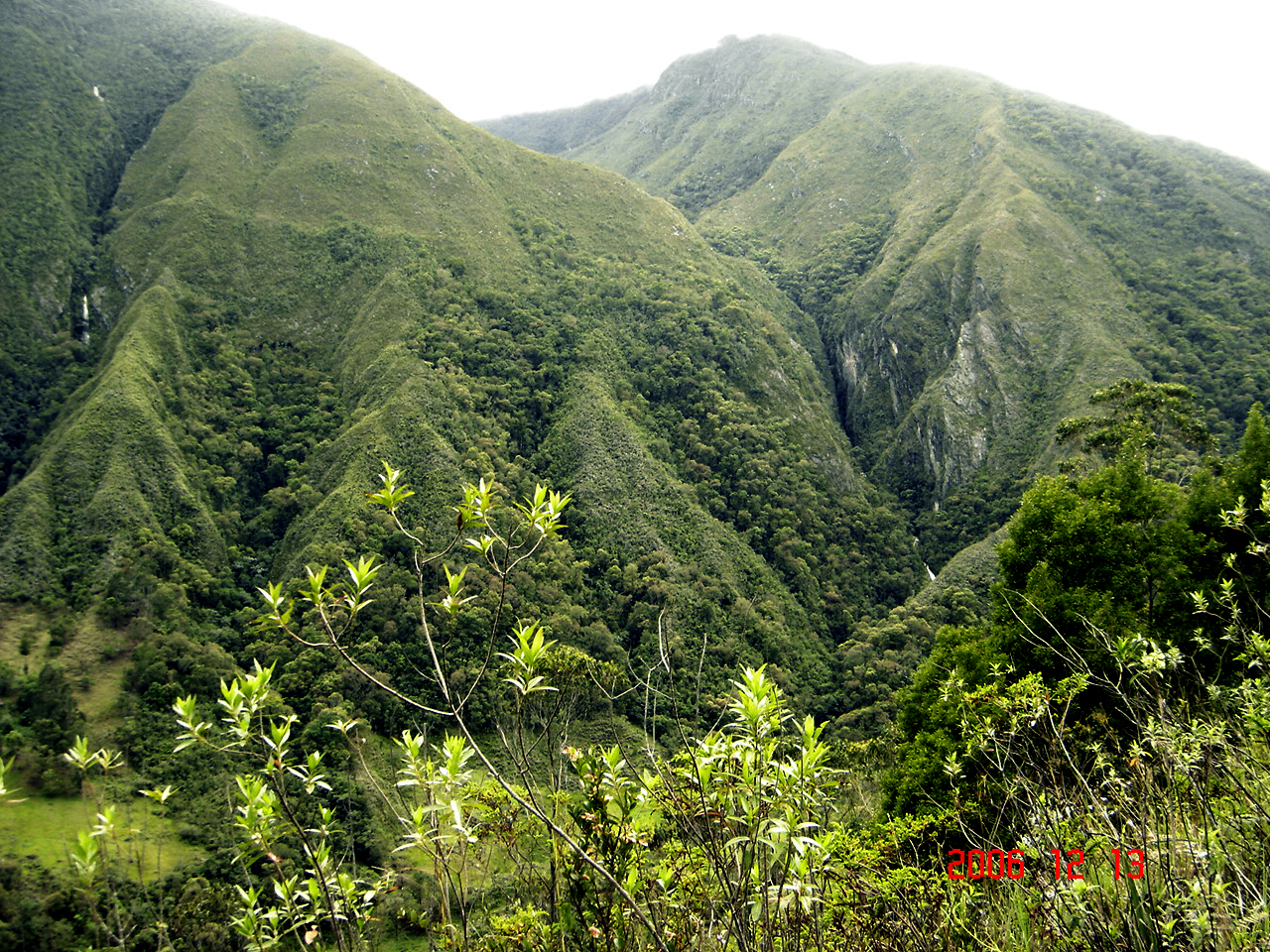
Montañas cercanas a Arcabuco, actual Boyacá.

Laguna de Tota, una de los cuerpos de agua más grandes del país.

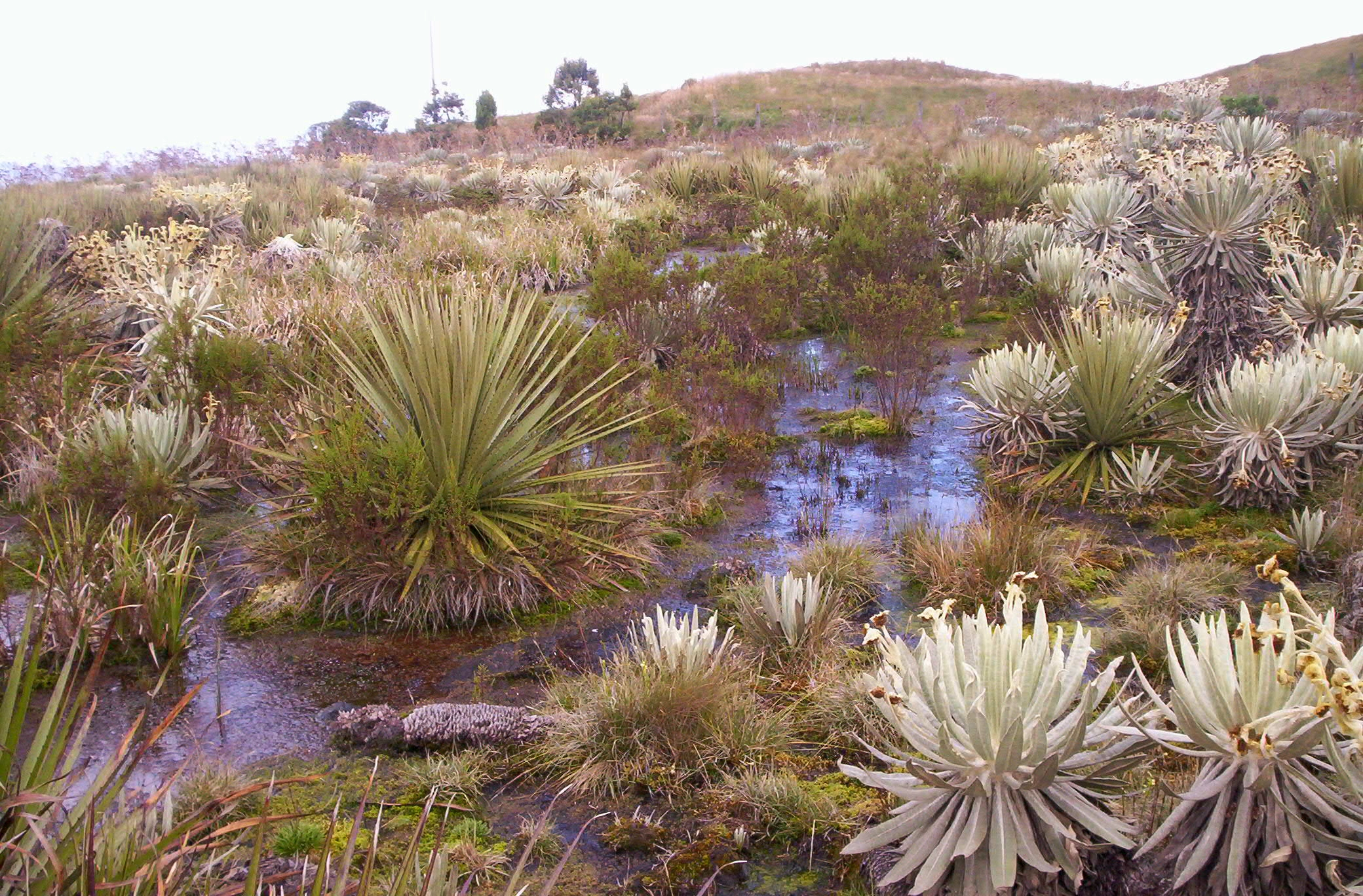
Páramo de Rabanal.

Al momento de la independencia (1811), Tunja confinaba con las siguientes provincias (en el sentido de las agujas del reloj): Socorro, Pamplona, Casanare, Santa Fe, Mariquita y Antioquia. Los límites entre provincias no estaban del todo claros pero Agustín Codazzi durante las expediciones que se llevaron a cabo durante la Comisión Corográfica (1850-1859) realizó una minuciosa descripción de los linderos, así como de la geografía, de la mayoría de las provincias que conformaban la República de la Nueva Granada.
A grandes rasgos, los límites que correspondían a la provincia de Tunja en 1830 comenzaban desde el Cerro Pan de Azúcar, luego iban por el curso de la quebrada Santa Bárbara hasta el Alto de Astros. De aquí por los páramos Portachuelo y Marchán, hasta caer en el río Lengupá. Luego en línea recta hasta llegar al Magdalena, donde seguía su curso hasta la desembocadura del río Negro, el cual corría hasta su nacimiento. De allí cruzaba el curso de varios ríos hasta llegar a la Laguna de Fúquene, para seguir hacia el sur por los ríos Sucio y Guavio.
De allí cortaba hacia el norte por el río Upía, corría por los páramos Franco, El Crisol y Pisba para luego seguir por las altas cumbres de la Cordillera Oriental siguiendo paralelamente el curso alto del río Chicamocha hasta su confluencia con el río Casiano, y más abajo hasta la desembocadura del río Onzaga, de donde el lindero corría por el curso natural de este hasta llegar al Páramo de Guantiva, y de allí seguía las altas cumbres de los páramos y cuchillas hasta llegar al Pan de Azúcar.

### Aspecto físico

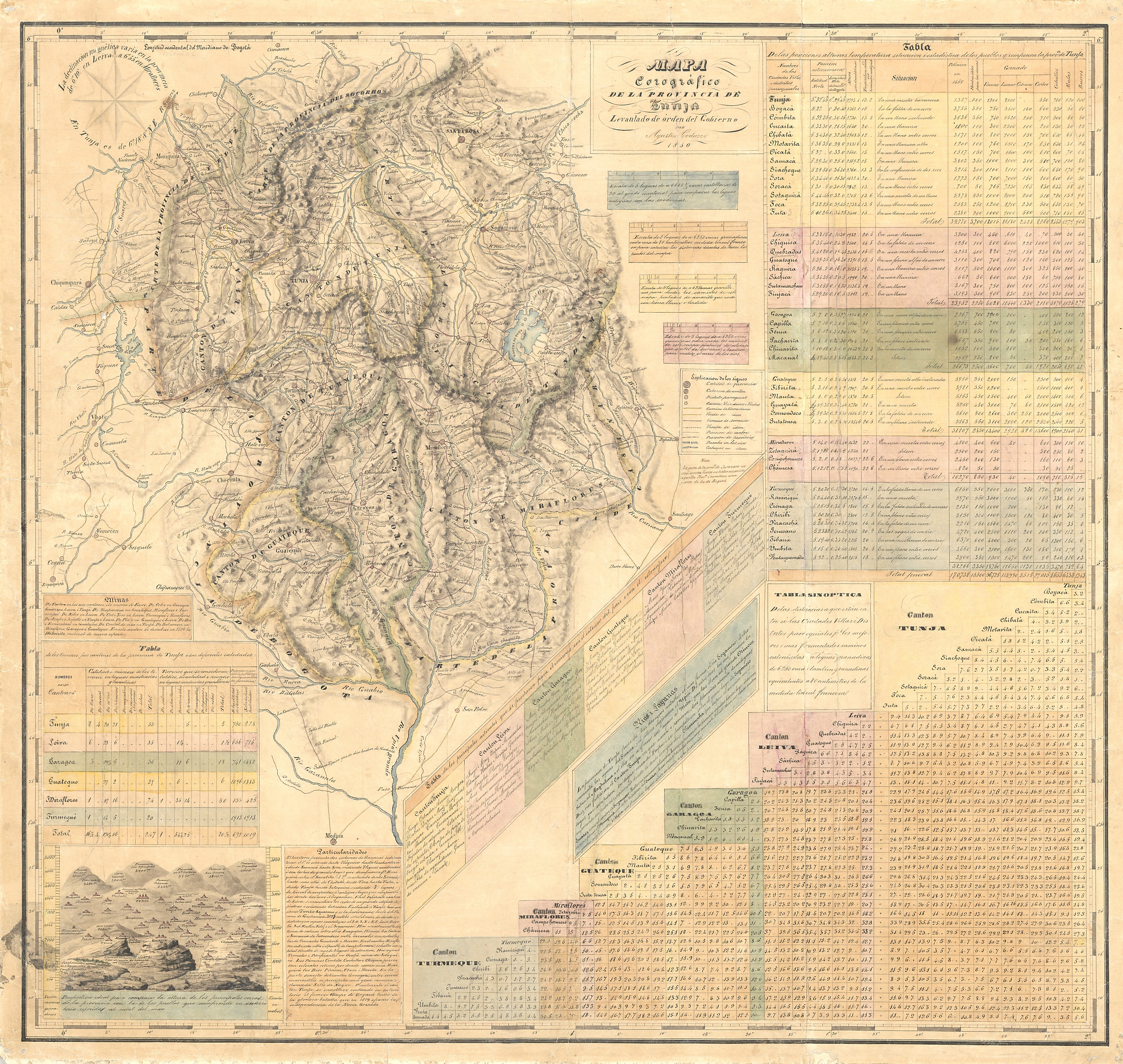
Provincia de Tunja en 1850.

Debido a lo escarpado del terreno por encontrarse en plena Cordillera Oriental, la provincia no poseía ríos de curso largo. Sin embargo destacaban algunos como el Chicamocha, Lengupá y el Moniquirá. Los cuerpos de agua más importantes eran la Laguna de Tota y la Laguna de Fúquene.
Muchos páramos pertenecían a la provincia, destacándose el de Pisba, por ser un lugar histórico donde el ejército libertador cruzó los Andes para enfrentar posteriormente al ejército realista en la Batalla de Boyacá.

### División territorial
La provincia de Tunja tuvo diversos tipos de división de su territorio. En un principio se encontraba dividida en partidos, que luego pasaron a llamarse jurisdicciones. Con la llegada de la independencia, estas subdivisiones pasaron a llamarse cantones, que cambiaron las antiguas jurisdicciones de extensión, y por tanto algunas de éstas fueron suprimidas. En 1825 la provincia se encontraba distribuida en los cantones de Tunja, Chiquinquirá, Garagoa, Leyva, Moniquirá, Muzo, Santa Rosa, Sogamoso, Soatá y Turmequé. En 1835 Tunja estaba conformada por los cantones de Tunja, Cocuy, Garagoa, Leyva, Santa Rosa, Sogamoso, Soatá y Tenza. En 1843 estaba fraccionada en los cantones de Tunja, Cocuy, Garagoa, Leyva, Ramiriquí, Santa Rosa, Sogamoso, Soatá y Tenza.
Entre 1843 y 1851 la provincia estaba conformada por los siguientes cantones, distritos parroquiales y aldeas:
- Cantón de Tunja: Tunja, Boyacá, Cómbita, Cucaita, Chivatá, Motavita, Oicatá, Samacá, Siachoque, Sora, Soracá, Sotaquirá, Toca y Tuta.
- Cantón de Cocuy: Cocuy, Capilla del Cocuy, Chiscas, Chita, Espino, Guacamayas, Güicán, Panqueba y Salina.
- Cantón de Garagoa: Garagoa, Campohermoso, Chinavita, Macanal, Miraflores y Zetaquira.
- Cantón de Leyva: Leyva, Chiquiza, Gachantivá, Guateque, Ráquira, Sáchica, Sutamarchán y Tinjacá.
- Cantón de Ramiriquí: Ramiriquí, Ciénaga, Chiriví, Hatoviejo, Jenesano, Tibaná, Turmequé, Úmbita, Ventaquemada y Viracachá.
- Cantón de Santa Rosa: Santa Rosa, Belén, Betéitiva, Cerinza, Corrales, Duitama, Floresta, La Paz, Nobsa y Paipa.
- Cantón de Soatá: Soatá, Boavita, Covarachía, Jericó, Sativanorte, Sativasur, Susacón y Uvita.
- Cantón de Sogamoso: Sogamoso, Cuítiva, Firavitoba, Gámeza, Iza, Mongua, Monguí, Pesca, Puebloviejo, Socotá, Socha, Tasco, Tibasosa, Tópaga y Tota.
- Cantón de Tenza: Tenza, Capilla de Tenza, Guateque, Guayatá, Pachavita, Somondoco y Sutatenza.

## Demografía
Los datos tomados por Colmenares indican aproximativamente la población de la provincia a la hora de cobrar los respectivos impuestos para la Corona española entre 1557 y 1755.
De acuerdo a los datos suministrados por el secretario del virreinato Francisco Silvestre, en su libro Descripción del Reino de Santafé de Bogotá en 1789, la población de la provincia ascendía a los 270.813 habitantes. En 1835, la provincia contaba ya con 231.983 habitantes, y en 1843 con 271.778.
Según el censo de 1851, la provincia contaba con 162.959 habitantes, de los cuales 78.899 eran hombres y 84.060 eran mujeres.
| Evolución demográfica de la provincia de Tunja |
|                                                |
| Demografía histórica de Tunja.                 |

## Economía
La economía provincial se basaba en enseres, comestibles y otros productos que eran de importancia tanto en el interior como en la periferia del país.
La principal producción era la industria artesanal, en especial de "La ropa Tunja": paños, telas, vestidos, ruanas y otros. Existían enormes haciendas dedicadas a la agricultura y a la ganadería; los cultivos más importantes eran la cebada, el trigo, el maíz y la papa, que abastecieron durante muchos años a la Nueva Granada.
En cuanto a la actividad comercial, Tunja se destacó por ser un centro de vital importancia en las relaciones comerciales entre las provincias del interior y las de la costa atlántica. Desde la provincia se enviaban ropas, mantas, alpargatas, quesos, harinas, jamones pollos y otros productos a las regiones mineras del Nuevo Reino de Granada.